# Anna Lucasta (film 1949)
Anna Lucasta è un film del 1949 diretto da Irving Rapper.
È un film drammatico statunitense con Paulette Goddard, William Bishop e Oskar Homolka. È basato sull'opera teatrale del 1944 Anna Lucasta di Philip Yordan.

## Produzione
Il film, diretto da Irving Rapper su una sceneggiatura di Philip Yordan e Arthur Laurents con il soggetto dello stesso Yordan (autore dell'opera teatrale), fu prodotto da Yordan per la Columbia Pictures Corporation e la Security Pictures e girato dal 26 gennaio al 16 marzo 1949.

## Distribuzione
Il film fu distribuito negli Stati Uniti dall'11 agosto 1949 (première a New York) dalla Columbia Pictures.
Altre distribuzioni:
- in Finlandia il 24 febbraio 1950
- in Svezia il 17 aprile 1950
- in Danimarca il 2 aprile 1951
- in Portogallo il 18 settembre 1953
- in Italia (Anna Lucasta)

## Critica
Secondo Leonard Maltin il film è un "adattamento annacquato" dell'opera teatrale.